# Mesosignum truncatum
Mesosignum truncatum är en kräftdjursart som beskrevs av Menzies och George 1972. Mesosignum truncatum ingår i släktet Mesosignum och familjen Mesosignidae. Inga underarter finns listade i Catalogue of Life.